# Ophiomusium spinigerum
Ophiomusium spinigerum är en ormstjärneart som beskrevs av Ole Theodor Jensen Mortensen 1933. Ophiomusium spinigerum ingår i släktet Ophiomusium och familjen Ophiolepididae. Inga underarter finns listade i Catalogue of Life.